# Ekspedycja 30
Ekspedycja 30 – zmiana załogi Międzynarodowej Stacji Kosmicznej. Pierwsi członkowie zmiany: Dan Burbank, Anton Szkaplerow i Anatolij Iwaniszyn przybyli na pokład 16 listopada 2011 statkiem Sojuz TMA-22. Formalnie ekspedycja zaczęła się wraz z odlotem statku Sojuz TMA-02M 21 listopada 2011 z astronautami 29 ekspedycji. 23 grudnia 2011 do zmiany dołączyli astronauci z przyszłej Ekspedycji 31. 27 kwietnia 2012 r. załoga Sojuza TMA-22 powróciła na Ziemię.

## Załoga
Załoga stacji składała się z sześciu członków. Liczba w nawiasie oznacza liczbę lotów przebytych przez każdego z astronautów:
- Dan Burbank (3), Dowódca - NASA
- Anton Szkaplerow (1), Inżynier pokładowy 1 - Roskosmos
- Anatolij Iwaniszyn (1), Inżynier pokładowy 2 - Roskosmos
- Oleg Kononienko (2), Inżynier pokładowy 3 - Roskosmos
- André Kuipers (2), Inżynier pokładowy 4 - ESA
- Don Pettit (3), Inżynier pokładowy 5 - NASA